# Дрочёна
Дрочёна (также драчёна, драчена, дарачена, драцона, драченка, драченники) — блюдо белорусской, украинской и отчасти русской (северо-запада России) кухни. Готовится из яиц, замешанных на молоке или простокваше с крупой, мукой. Дрочёна с тёртым картофелем — картофельная запеканка из муки, яиц, картофеля, молока.
В одних случаях дрочёна представляет собой подобие омлета, в других она более твёрдая — вроде выпечной лепёшки или блина. Согласно «Толковому словарю» В. И. Даля, бывает также дрочёна из яйца, замешанного на икре; И. Е. Забелин говорит о дрочёне в маковом молочке; М. Сырников утверждает, что в архиве князя Куракина есть упоминание о дрочёне миндальной.
Также М. Сырников пишет, что «вероятно, ни одно другое древнее блюдо не было позабыто единственно из-за неблагозвучности своего названия».
У дрочёны было ритуальное значение: в дни поминовения с ней ходили на кладбище. Традиция есть дрочёну на поминки сохраняется в некоторых частях России у православных христиан.

## Технология приготовления
Яйца смешивают с пшеничной мукой, добавляют сметану (или растопленное сливочное масло) и снова перемешивают. Разбавляют тёплым молоком и процеживают через сито. Полученную смесь выливают на смазанную маслом сковороду и запекают в духовом шкафу. Сразу же после приготовления подают на стол и поливают маслом.

Один из первых записанных рецептов в Российской империи описан в «Старинной русской хозяйке, ключнице и стряпухе» (1790 г.) Осиповым Н. П.:
ДРАЧОНА.

Разбить въ чашку нѣсколько яицъ и сбивши ихъ прибавить туда молока, и масла и опять сбивать, подбавляя по немногу пшеничной или крупичатой муки до тѣхъ поръ, покамѣстъ здѣлается на подобіе блиннаго тѣста. Послѣ чего не много осоля поставить въ печь въ вольной духъ.
Более поздний рецепт из «Русской поварни» (1816 г.) В. Лёвшина:
Драчона.

Нѣсколько яицъ, выпустивъ въ чашу, взбивать крѣпко ложкою; продолжая взбиваніе, подкладывать муки, чтобъ сдѣлалось густое тѣсто, и вымѣшать такъ, чтобъ не осталось малѣйшаго комка. Подливать молока и продолжать взбиваніе: чѣмъ больше будетъ взбивано, тѣмъ лучше выдетъ драчона. Молока подбавлять столько, чтобъ вышло жидковатое тѣсто. Оное выложить на сковороду, вымазанную масломъ, и запечь въ горячей печи, чтобъ поднялась и вздулась. Подавать горячую, и къ ней коровье масло. 

## В поэзии
Пахнет рыхлыми драчёнами,

У порога в дежке квас,

Над печурками точёными

Тараканы лезут в паз.

 — Сергей Есенин, «В хате»